# Aprender a volar (serie de televisión)
Aprender a volar fue una telenovela argentina producida y transmitida por la cadena televisiva Canal 13. Su emisión empezó el 8 de abril de 1994. La serie es original y escrita por los guionistas argentinos Andrés Caliendo y Miguel Ángel Vega. El tema principal de la telenovela fue escrita por la misma protagonista; Gloria Carrá fue protagonizada por Gloria Carrá, Juan Carlos Thorry, Valeria Britos, Marikena Riera y Daniel Kuzniecka.
La historia también fue emitida en el año 1998 en Chile, por la extinta cadena televisiva Canal 2 Rock & Pop.

## Argumento
Cuenta la historia de Eugenia (Gloria Carrá) que junto a sus dos hermanas y un hermanito menor quedan huérfanos y bajo la tuicion del abuelo, un ser tan bonachón como cascarrabias cuando sus nietos lo sacan de las casillas, cosa que sucede tan a menudo como las veces que se meten en problemas típicos de adolescentes. Es así que don Ramiro (Juan Carlos Thorry), el abuelo, deberá soportar, y afrontar, los dolores de cabeza que le proporcionan sus queridos nietos, quienes se empeñan en levantar las alas en el tan difícil arte de Aprender a Volar.

## Reparto
- Gloria Carrá como Eugenia
- Juan Carlos Thorry como Don Ramiro
- Miguel Habud como Carlos
- Valeria Britos como  Anita
- Marikena Riera como Rosario
- Pablo Huley como Diego
- Daniel Kuzniecka como Sebastián
- Natalia Oreiro como  Mónica
- Adrián Barraza como Daniel
- Gustavo Bermúdez como Diego adulto
- Beatriz Bonnet como Elena
- Roberto Carnaghi como Jefe de Eugenia
- Lidia Catalano como Asistente social
- Cristal Charis como Marcela
- Damián De Santo como Poli
- Luciana Durante como Mecha
- Laura Miller como Diana
- Valentina Bassi
- Romina Ricci
- Carla Peterson
- Iván Espeche
- Mónica Scapparone como Perla
- Cecilia Milone como Mabel
- Pablo Shilton como Miguel Oviedo
- Fabian Mazzei
- Emilio Bardi como un ladrón
- Matías Martin

## Actuación especial
- Fernando Lupiz
- María Laura Santillán
- Florencia Peña